# Starship Troopers (videogioco)
Starship Troopers è un videogioco sparatutto in prima persona sviluppato dalla Strangelite Studios e pubblicato dalla Empire Interactive. Il videogioco è ambientato nell'universo del film  Starship Troopers di Paul Verhoeven.
Ambientato cinque anni dopo gli eventi raccontati nel film, il giocatore assume il controllo di 'Marauder Zero Six', in procinto di assaltare il pianeta Hesperus che è stato invaso dagli Aracnidi. Nel gioco vengono utilizzati spezzoni sia del primo film che di Starship Troopers 2 - Eroi della federazione come briefing prima delle missioni, ed ha un piccolo ruolo cameo anche l'attore Casper Van Dien che introduce la prima missione, utilizzando la sua celebre frase "Come on, you apes! Do you want to live forever?!"